# Gălești (gmina w okręgu Marusza)
Gălești – gmina w Rumunii, w okręgu Marusza. Obejmuje miejscowości Adrianu Mare, Adrianu Mic, Bedeni, Gălești, Maiad, Sânvăsii i Troița. W 2011 roku liczyła 3067 mieszkańców.